# Jean-Charles de Borda
Jean-Charles de Borda (Dax, 1733. május 4. – Párizs, 1799. február 20.) francia matematikus és tengerész.

## Életpályája
La Flèche-ben a jezsuitáknál tanult és iskolái végeztével belépett a műszaki hadtestbe. Már 1756-ban hajítási problémák körüli vizsgálódásai folytán a tudományos akadémia tagja lett, 1757-ben mint Mallebois tábornagy hadsegéde részt vett a Hastenbeck melletti győzelmekben és 1758-ban átlépett a tengerészethez, ahol csillagászati, hajózási és víztani munkálatokra adta magát. Verdun de la Creme és Pingré társaságában 1771-ben Amerikába utazott, hogy megvizsgálja az időmérőket, mely alkalommal egyúttal helyreigazította számos sziget és szirt hosszúsági és szélességi fekvését. Ezen utazás eredményeit a három útitárs Voyage fait par ordre du roi en 1771 et 1772 en diverses parties de l’Europe et de l’Amérique című műben (2 kötet, Párizs, 1778) közölte.  
Borda hasonló szándékkal 1774-ben a Zöld-foki-szigetekre és Nyugat-Afrika partvidékére utazott, mely utazását néhány évvel később megismételte. Az 1777–1778-iki amerikai háborúból 1782-ben Martinique-ből hazatérvén, angol fogságba esett, de becsületszavára Franciaországba eresztették, ahol a tengerészeti minisztériumban tudományos működését folytatta. 
Borda találta fel a csillagászati szögmérőt a délvonal meghatározására (Méchain és Delambre-val) és a róla elnevezett reflexió- és repetició-köröket. Tőle származik főleg az új francia mérték- és súlyrendszer. Hagyatékából Delambre 1801-ben adta ki: Tables trigonométriques, décimales stb. 1890-ben szülőhelyén emlékszobrot állítottak neki.